# ソニド・デュケ

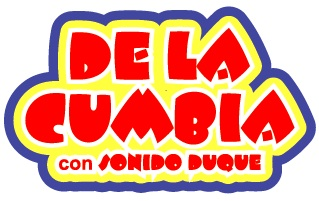
ラジオ番組『デ・ラ・クンビア』のロゴマーク

ソニド・デュケ（Sonido Duque）は、福岡県の福岡市と北九州市を拠点に活動するメキシカン・スタイルのクンビアのDJユニット。メンバーはDJエル・デュケ（DJ El Duque）とMCロベルト（MC Roberto）の2人で構成される。
ユニット名はスペイン語で「Sound Duke」の意。日本初のクンビア専門ラジオ番組『デ・ラ・クンビア（De La Cumbia）』（天神エフエム）を制作する。レギュラーイベントは北九州のグラスルーツ（Grass Roots）で毎月最終日曜日に開催される『ハロー・ミュージック・ファン・デン（Hello Muzik Fan Dem）』。

## バイオグラフィ
- 2009年2月 DJエル・デュケがメキシコから日本に帰国し、ソニドデュケ結成準備を開始。
- 2009年4月 メキシコから来日したMCロベルトの加盟によりソニドデュケ結成。
- 2009年5月6日 福岡のクラブ・ベースのレゲエパーティ『ライオン・ウェンズデー（Lion Wednesday）』にてデビュー。当初のユニット名は「ソニド・デル・デュケ（Sonido Del Duque）」。
- 2009年8月5日 天神エフエム『デ・ラ・クンビア』放送開始（毎週水曜夜10時 - 10時30分）。
- 2009年9月5日 - 6日 九州最大の夏フェス『サンセットライブ2009（Sunset Live 2009）』に追加出演。
- 2009年10月16日 - 17日 日本国外では初のツアーとなる韓国ツアー（釜山／ソウル）を敢行。
- 2009年12月、ペルー人MCのウィドが加盟。24日 - 27日に初の西日本ツアー。25日は大阪屈指のクラブイベント「ラガチャンネル（Ragga Channel）」にゲスト出演。